# Couleurs de l'icône

Saint Jean Climaque, saint Georges et saint Blaise, XIIIe siècle, Musée russe

Les couleurs de l'icône peuvent être décrites dans une approche artistique. Outre l'impression visuelle qu'elles produisent sur le spectateur, elles s'adressent à sa sensibilité et donnent une signification à l'objet représenté par leurs caractères symboliques. Le dessin de l'icône s'adresse, par contre, à la raison, malgré sa stylisation et ses aspects émotifs.
Les manuels des iconographes tels les podlinniki et les hérminias, qui guident les peintres d'icônes, n’apparaissent qu'au XVIe siècle, c'est-à-dire tardivement, après la période la plus riche de l'histoire de l'icône. Ils donnent des indications pour la couleur, mais sans explications. En effet, les couleurs étaient entrées dans une tradition fixée par plusieurs siècles. La valeur symbolique de ces couleurs ne posait plus question. Les fidèles étaient habitués à ces couleurs et pouvaient reconnaître les différents saints et personnages bibliques avec leurs couleurs propres au milieu des iconostases sans risque de se tromper. Avant le XVIe siècle et l'apparition de ces manuels et depuis le haut Moyen Âge s'était formée une symbolique des couleurs des icônes byzantines et orthodoxes à partir des cultures artistiques de l'époque et de celles qui avaient précédé .  

## Sources du symbolisme byzantin
La couleur a une importance primordiale dans les représentations de sujets religieux. Elle n'est pas simplement de la décoration, mais sert à exprimer un monde transcendant. Les différents courants principaux qui ont formé l'art byzantin sont à la fois ceux du monde biblique, ceux de la culture hellénistique et ceux de la pensée chrétienne.
La culture hébraïque est une culture du livre, du Tanakh, de la Bible hébraïque. Le rôle des couleurs y est secondaire et il n'existe pas de canon des couleurs bibliques. Le vocabulaire hébraïque et araméen en matière de couleur est pauvre en dehors des quatre racines (blanc, noir, rouge, vert-jaune). Ces langues se servent de désignations indirectes comme celle qui parle du bleu du ciel d'un « bleu comme un saphir ».
La culture hellénistique, issue des mondes grecs et orientaux, est la source principale de l'art byzantin. Le vocabulaire relatif à la couleur y est d'une grande richesse. Le seul mot d'origine indo-européenne qu'ils reprennent étant le rouge, il faut supposer que ce riche vocabulaire provient d'une civilisation qui les a précédés sur leur propre sol.
Les couleurs y ont une valeur symbolique indépendamment de leur valeur matérielle. Deux orientations apparaissent : le blanc, le rouge, le vert expriment la vie, la pureté, la bonté. Le noir, le gris, le brun et le jaune pâle expriment la mort, la menace. Mais on ne peut parler de symbolisme déterminé à proprement parler.
La pensée chrétienne est la troisième composante de l'art byzantin. L'étude des remarques de Denys l'Aréopagite sur la couleur permet de dégager une échelle des valeurs hiérarchisée, mais ne permet pas de dégager les principes d'une esthétique. Dans son univers, les symboles diffèrent en fonction de leur noblesse. Les symboles nobles sont le soleil, les astres, la lumière. Les symboles moyens sont le feu et l'eau. Les symboles inférieurs sont l'huile parfumée, la pierre et les couleurs. Les couleurs jouent un rôle secondaire pour répondre à la question fondamentale de Denys : « Comment Dieu peut-il communiquer avec ses créatures pour les faire participer à la vie divine ? ».

## Les couleurs et leurs significations
Les couleurs peuvent être regroupées selon leur capacité d'exprimer les propriétés de l'essence divine, c'est-à-dire selon leur valeur transcendante. Pour l'iconographe du Moyen Âge les couleurs principales avaient différentes significations symboliques. Cette symbolique est toutefois fort complexe. Dans les témoignages écrits s'ajoute la difficulté de traduction du vocabulaire.
Pour l'historien d'art Mikhaïl Alpatov, les couleurs des icônes ne sont en rien les couleurs de la nature. Elles dépendent moins de la perception chromatique du monde que la peinture des périodes suivantes. Elle n'obéissent pas non plus à une symbolique précise et conventionnelle. 
Le blanc

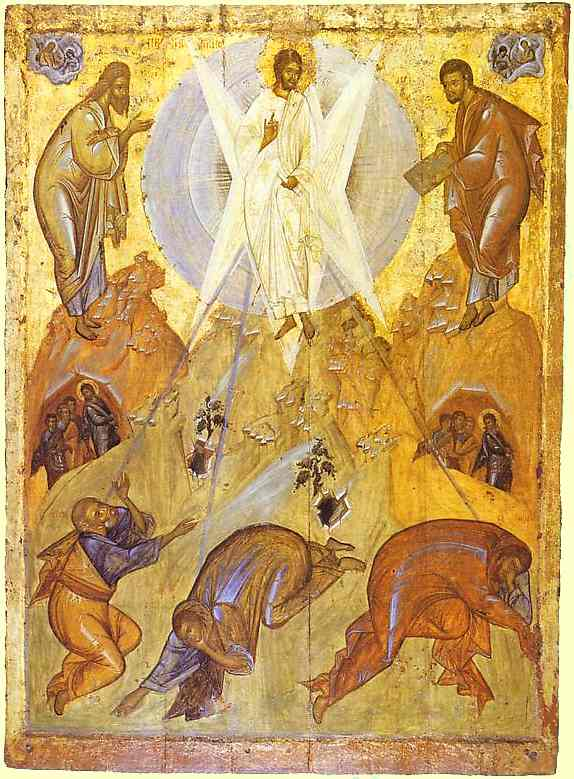
Transfiguration (1403 Galerie Tretiakov)
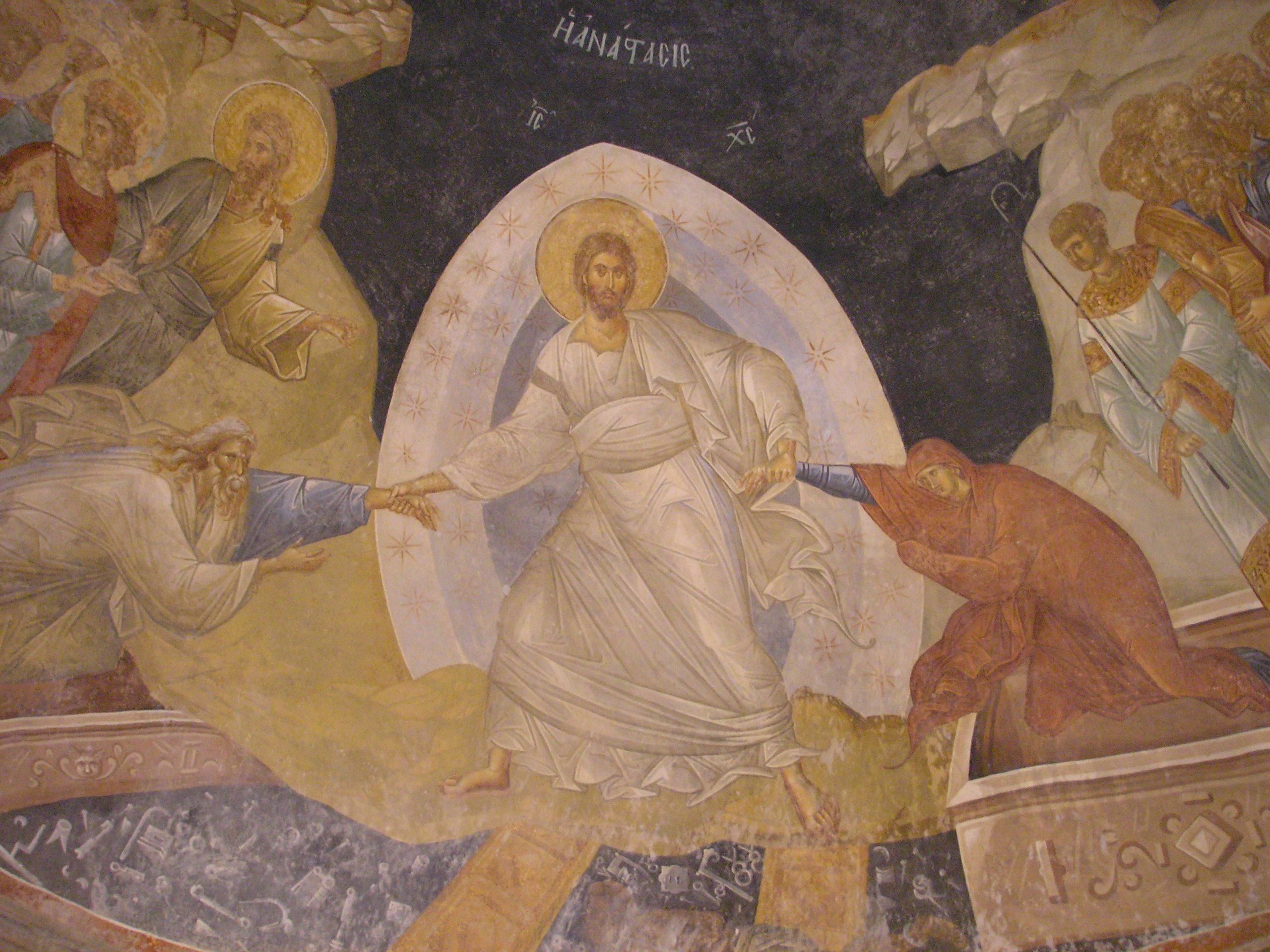
Fresque Karie-Djami Saint-Sauveur-in-Chora  Constantinople
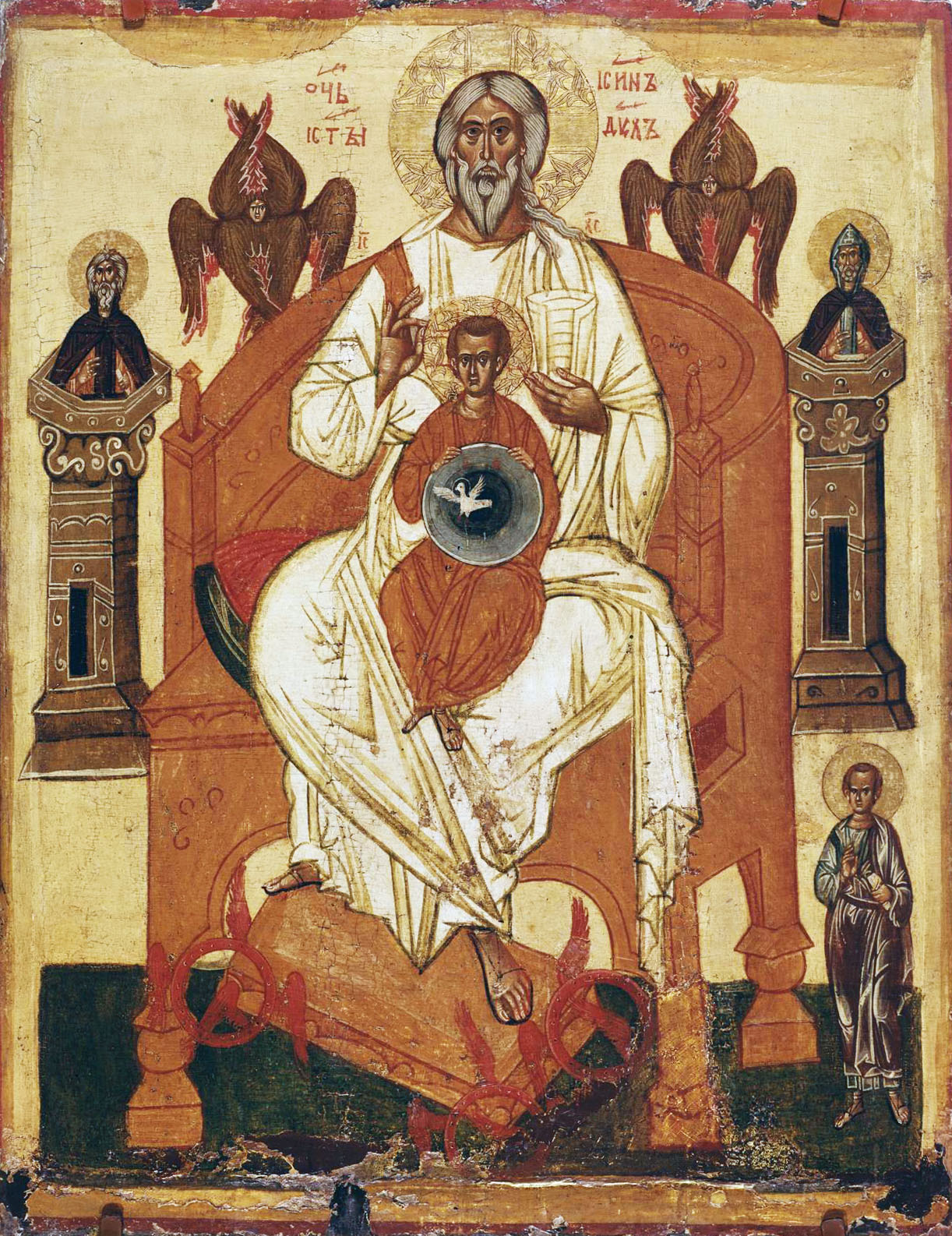
La Paternité, icône de Novgorod

L'Antiquité voyait déjà le blanc comme la couleur de la divinité. Les victimes sacrifiées sur des autels blancs, devaient aussi être blanches. Les morts étaient ensevelis dans des linceuls blancs .
La Révélation chrétienne a donné une nouvelle richesse à cette couleur en lui faisant exprimer une mystique de la lumière.
Le blanc apparaît comme proche de la lumière même, par son absence de coloration. Dans une icône il domine par son rayonnement et sa puissance par rapport aux autres couleurs. Mais le blanc est également la couleur des linceuls des morts : celle du Christ de la mise au tombeau, celle de Lazare ressuscité. C'est encore celle de la figure du Christ d'un blanc éblouissant de la Transfiguration dans sa mandorle bleue. Dans la fresque de Karié-Djami du Saint-Sauveur-in-Chora le Christ descend comme un éclair vers l'Enfer après sa Résurrection pour en délivrer les justes. Sur le fond bleu sombre son rayonnement est au comble de la puissance. La Paternité de Novgorod est constituée principalement de blanc : les vêtements, les cheveux, la colombe de l'Esprit-Saint. Le blanc est encore la couleur de l'innocence de ceux qui se convertissent. Leurs péchés deviendront blancs comme la neige (Is, 1,10). Il s'exprime aussi pendant les grandes fêtes religieuses.
Le bleu
Le rayonnement du bleu est le moins sensible. Il donne une impression de profondeur et de calme. En Égypte le lapis-lazuli était l'emblème de l'immortalité. Dans l'Ancien Testament le bleu foncé est plutôt absent. C'est le bleu hyacinthe que l'on trouve (Hyacinthus), rappelant la couleur du ciel. Dans l'iconographie on trouve le bleu dans les manteau du Pantocrator ou dans les chitons de la Vierge, et des Apôtres. Dans la Transfiguration le centre de l'auréole est peint en bleu. De manière générale, cette couleur fait référence au mystère de la vie divine, sans qu'il y ait de source pour son symbolisme, sinon la vue du ciel.

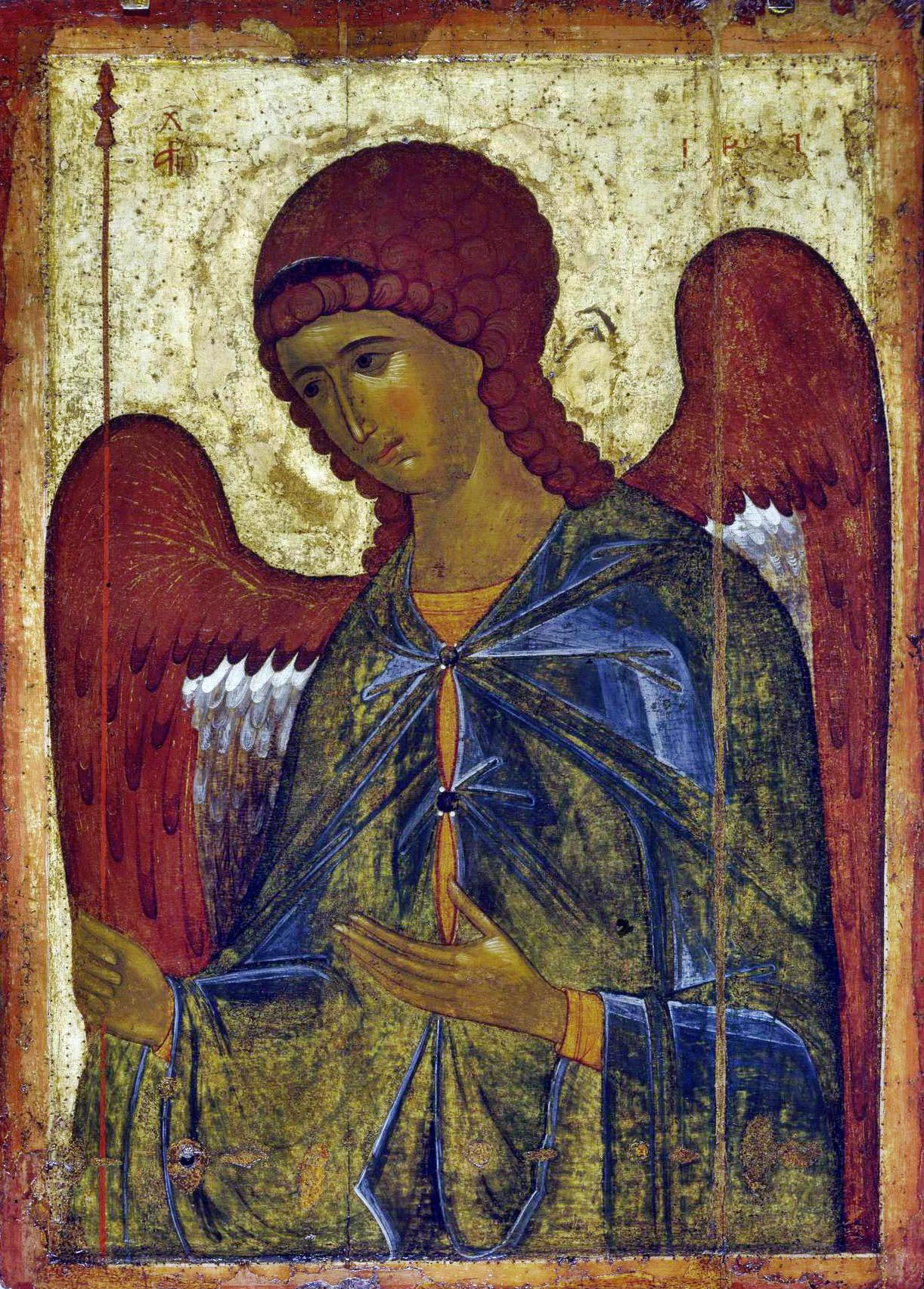
L'Archange Gabriel de Visotski (Galerie Tretiakov)
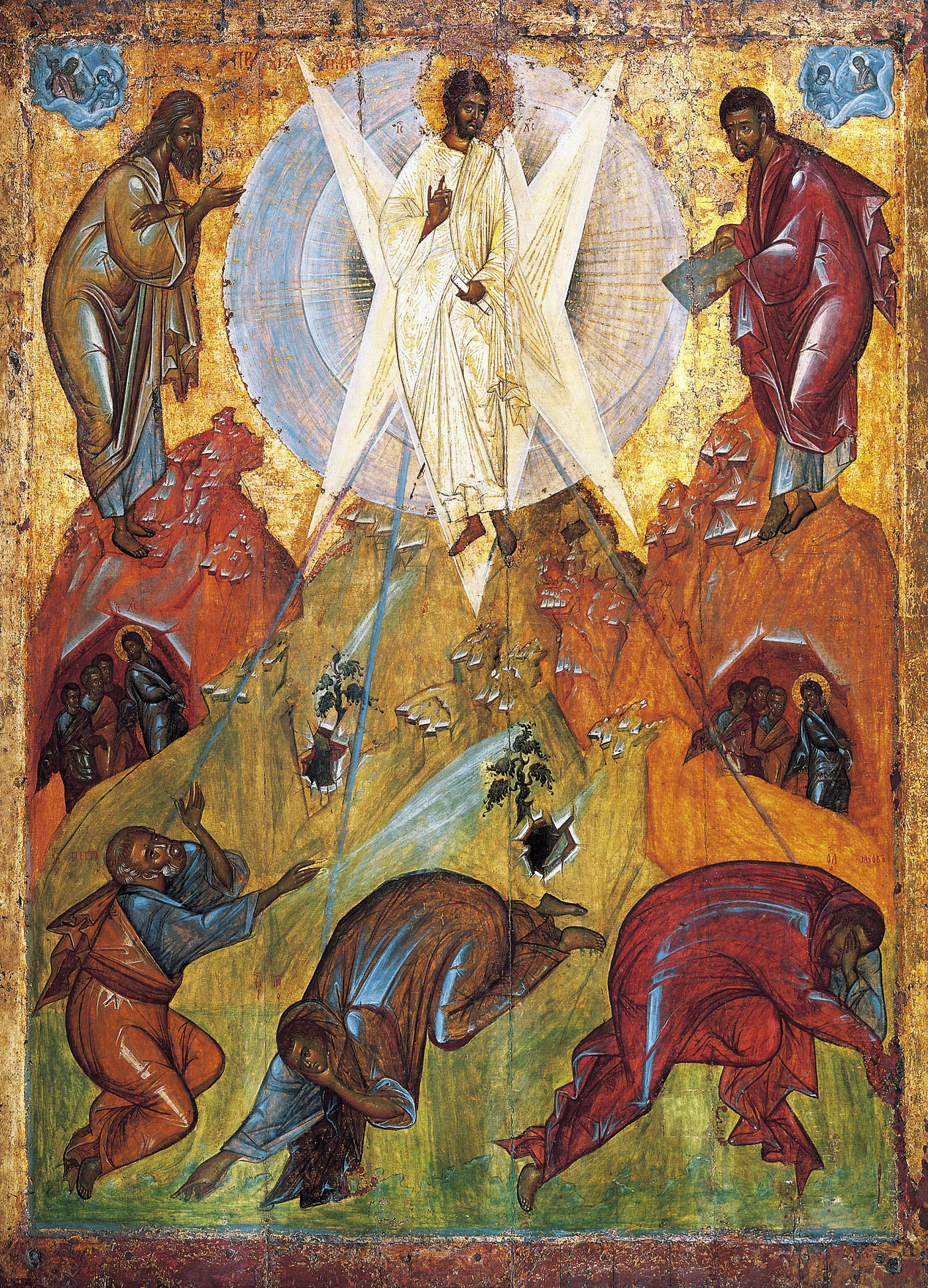
Transfiguration (1403 Galerie Tretiakov)
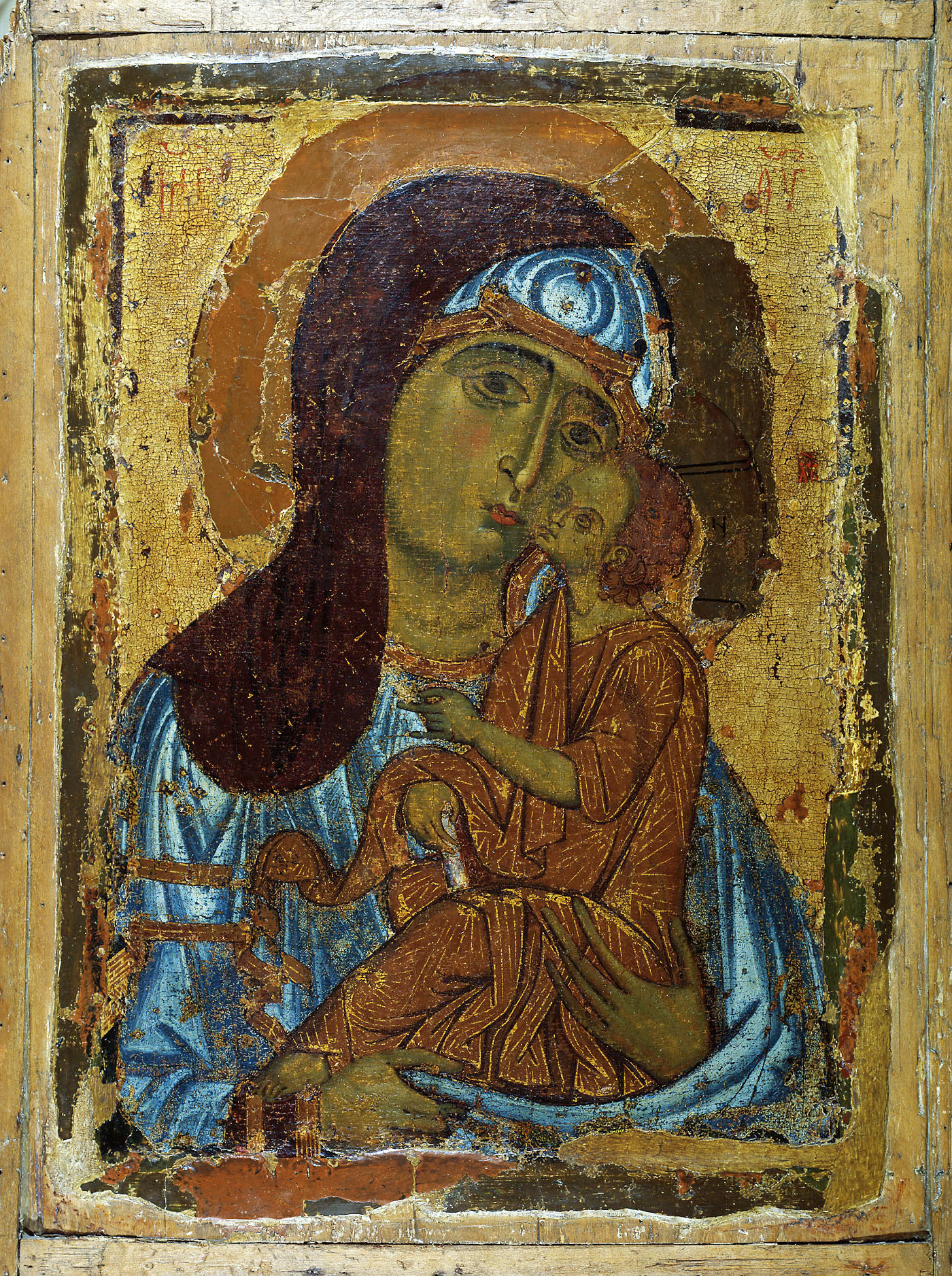
Madone de tendresse

.      
Le rouge
Cette couleur unit à sa puissance de rayonnement une forte agressivité. C'est une couleur qui s'avance vers le spectateur. Dans les icônes russes du XIVe siècle et XVe siècle les vêtements aux éclats vifs apparaissent comme des plans avancés par rapport à l'image. Par contre, le rouge peut comme le blanc et l'or servir de fond à l'icône du fait de son dynamisme proche de celui de la lumière. Le rouge a joué un rôle important dans toutes les cultures. En hébreu par exemple existent toute une série d'expressions provenant du mot sang. Pour les Hébreux le mot "sang" est l'équivalent du mot "vie" et toute perte de sang nécessite une purification rituelle. Dans l'Ancien Testament le sens symbolique du sang apparaît fréquemment, parfois sous l'appellation cramoisi ( Jérémie 4,30) (Ésaie 4,30). Dans le Nouveau Testament (Mt 27,28) le manteau que les soldats du gouverneur mettent sur les épaules de Jésus pendant sa Passion est rouge écarlate. Il signifie la vie que le Sauveur donne pour les hommes par son sang. De même pour les martyres qui donnent leur sang. 
Le rouge cramoisi peut aussi avoir une signification négative. Dans l'Apocalypse (Ap 17,3-4), la Grande prostituée assise sur une bête écarlate est vêtue de pourpre et d'écarlate.
En face du symbolisme du rouge dans le monde chrétien, celui de la Grèce antique semble moins riche. C'est le Christianisme qui va donner au rouge, sous ses diverses variétés, sa consécration.

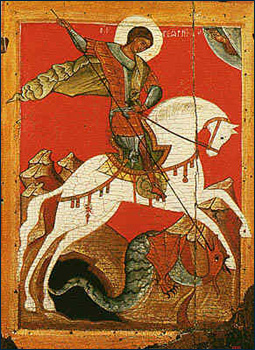
Le Miracle de saint Georges (Musée russe)XVe siècle
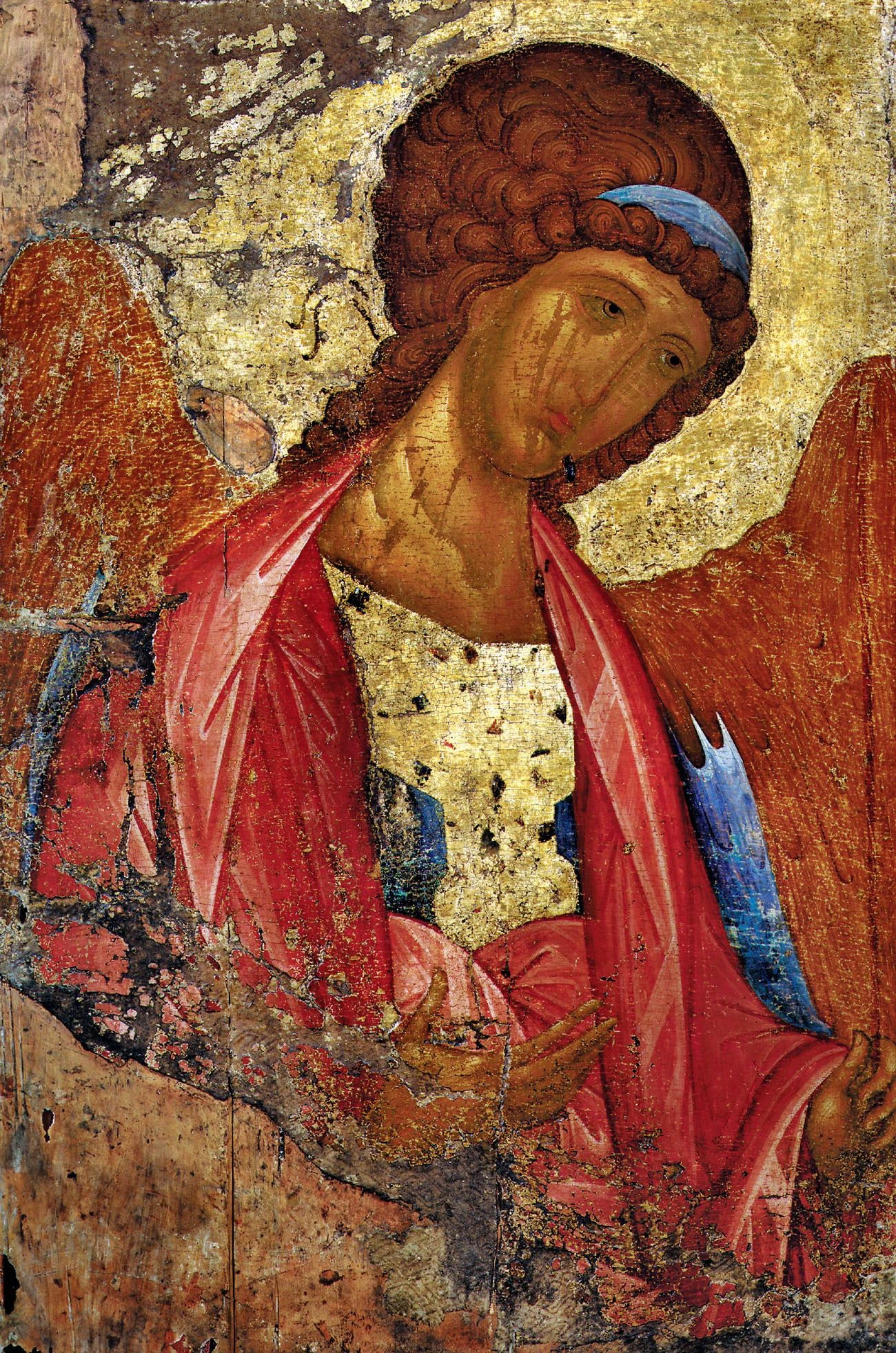
Archange Mikhaïl de Roublev
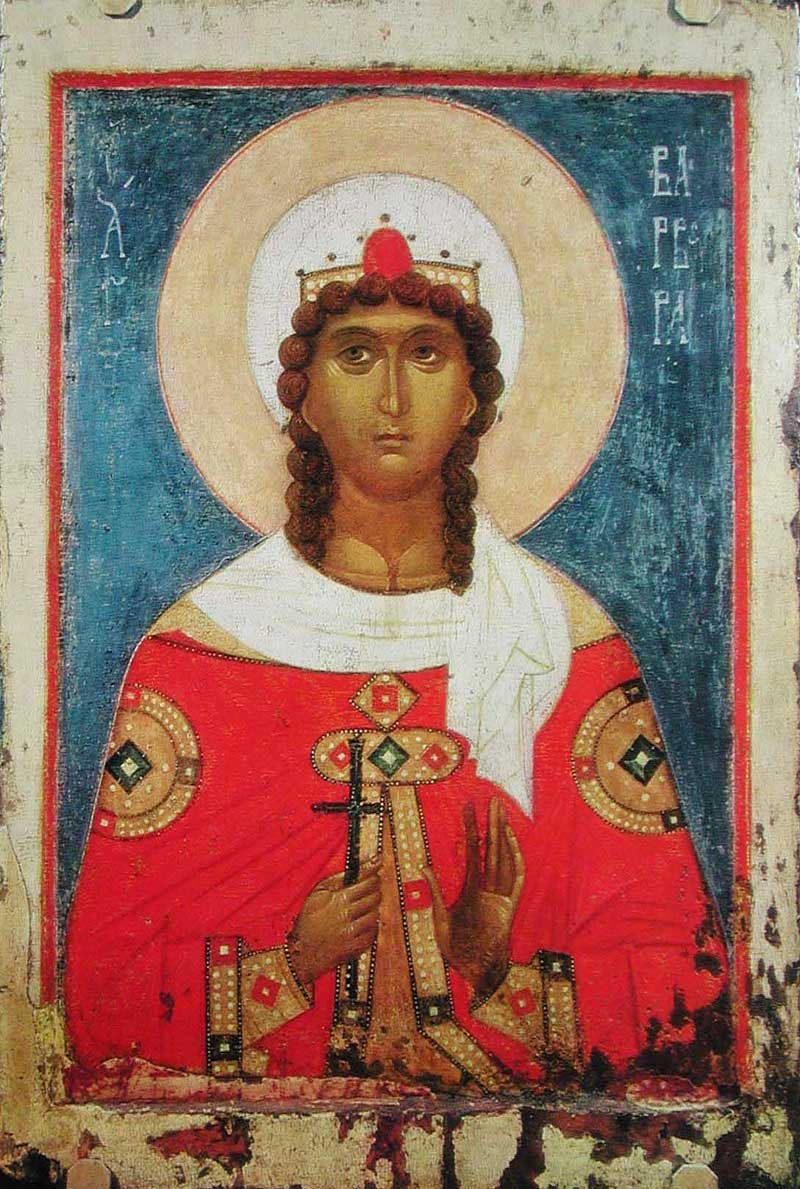
Varvara icône du XVe siècle Novgorod

.      
Le pourpre
Le pourpre exprime l'idée de richesse, c'est un produit importé et cher. Mais il est aussi puissance et témoignage de consécration. Il apparaît comme couleur des plus hautes dignités chez beaucoup d'auteurs anciens (Homère, Ovide). De même dans la Bible (Dn 5,7,16,29) quand Balthazar ordonne de revêtir Daniel de pourpre. Dans le Nouveau testament dans la parabole de L'homme riche et le pauvre Lazare , le riche est vêtu de pourpre et de fin lin (Lc, 16,19).
À Byzance ce symbolisme coloré de la puissance a été largement utilisé. La production des étoffes pourpres était d'ailleurs le monopole de la cour impériale. 
Dans le monde grec le pourpre est chargé d'ambivalence. C'est la couleur des divinités infernales et elle a une certaine affinité avec la mort.
Dans l'iconographie l'aspect menaçant de l'Antiquité semble disparaître. La couleur des vêtements des rois est plutôt rouge foncé. Le chiton du Pantocrator est rarement pourpre. Quant au manteau de la Vierge il est le plus souvent d'un ton ocre rouge ou rouge cerise foncé.

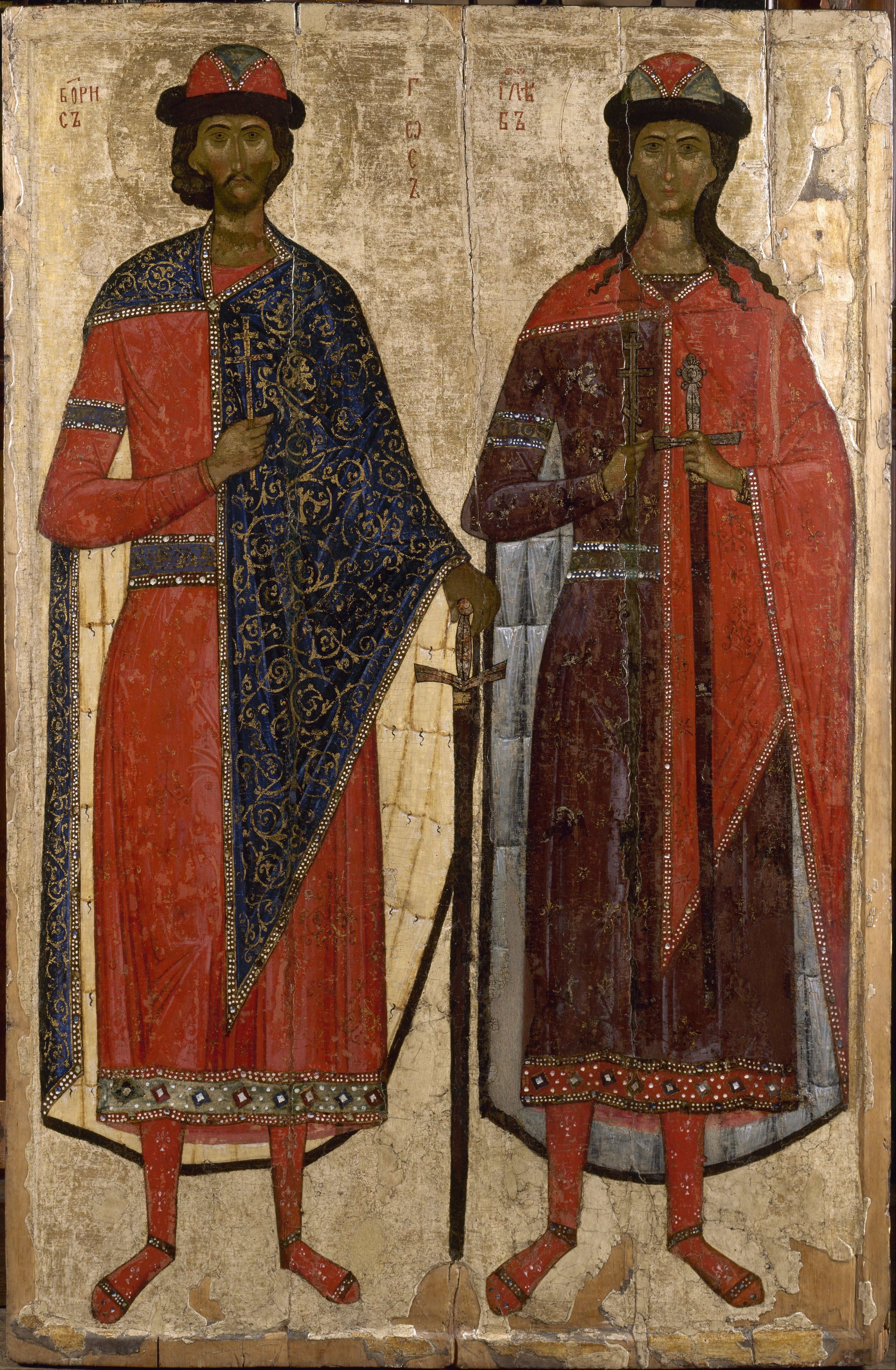
Saints Boris et Gleb (icône)
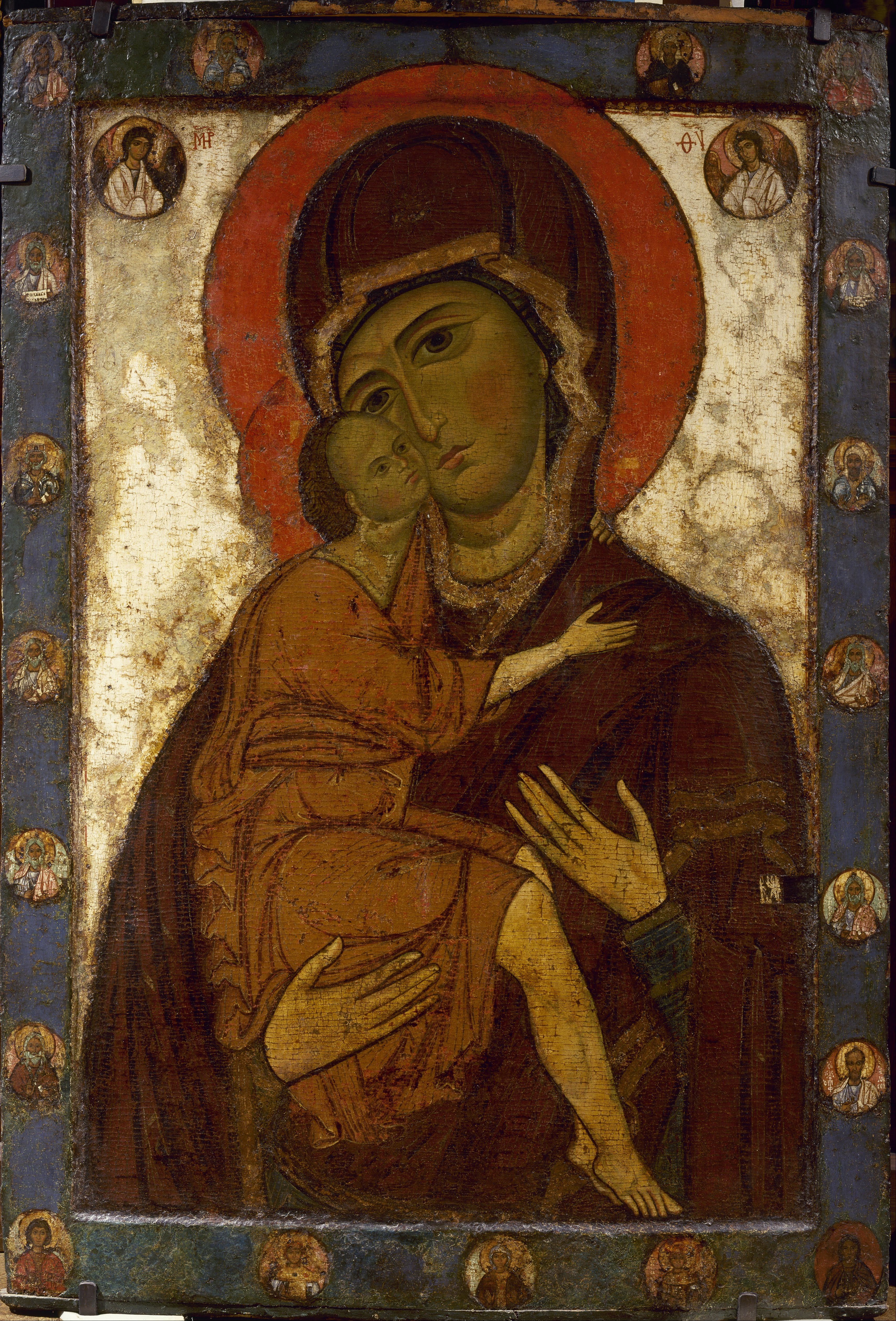
Notre-Dame de Tendresse du Lac Blanc

.      
Le vert
Le vert exprime la vie de la végétation, des arbres, des feuilles. Il est aussi symbole de fertilité. Il est espérance et vitalité. Le rayonnement de cette couleur est calme et neutre. Il harmonise les ensembles dans des compositions avec d'autres couleurs. À côté du rouge il produit un effet complémentaire. Le vert est largement utilisé dans les icônes, aussi bien pour les martyrs que pour les prophètes et les rois.       

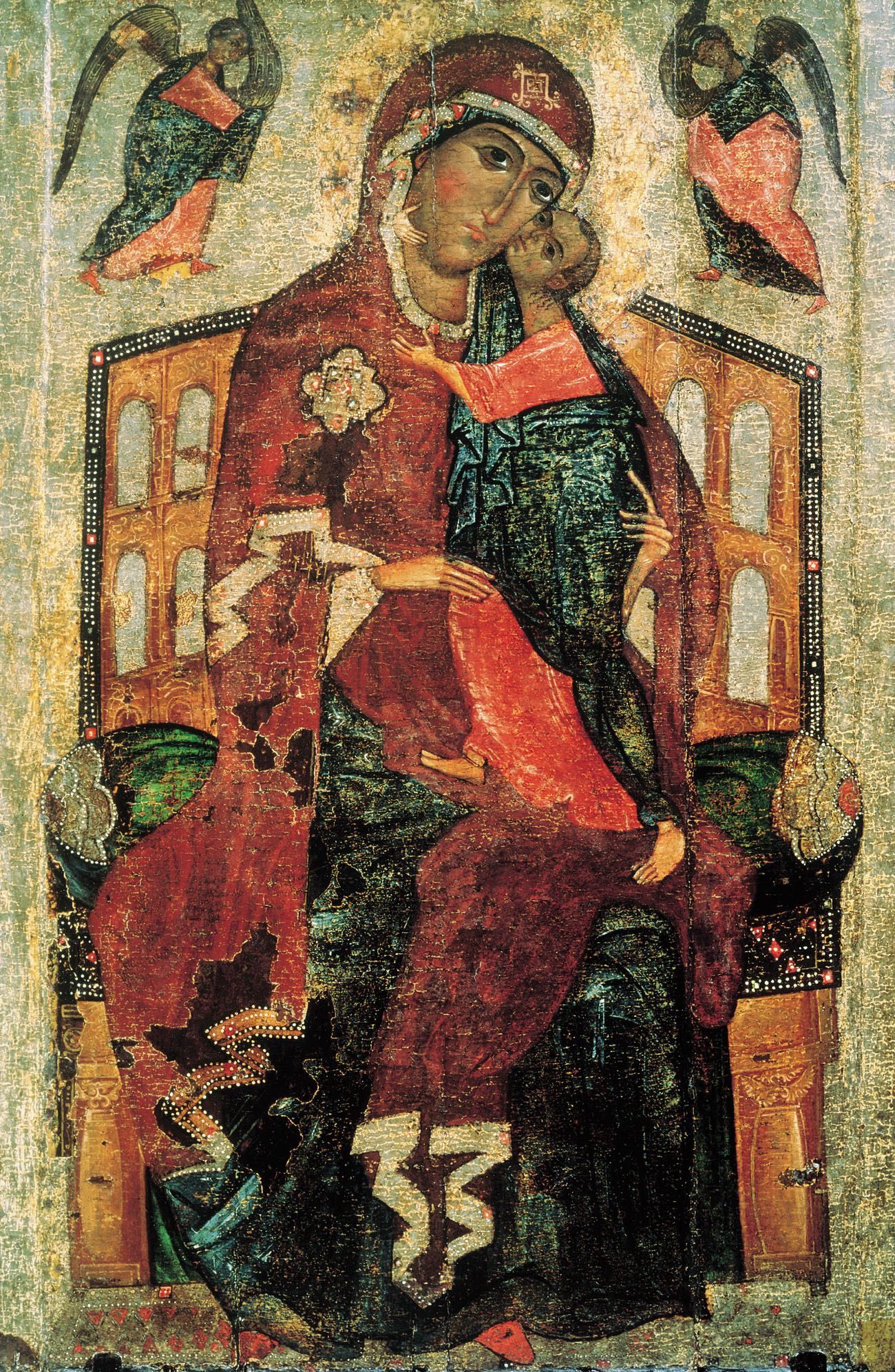
La Vierge de Tolga
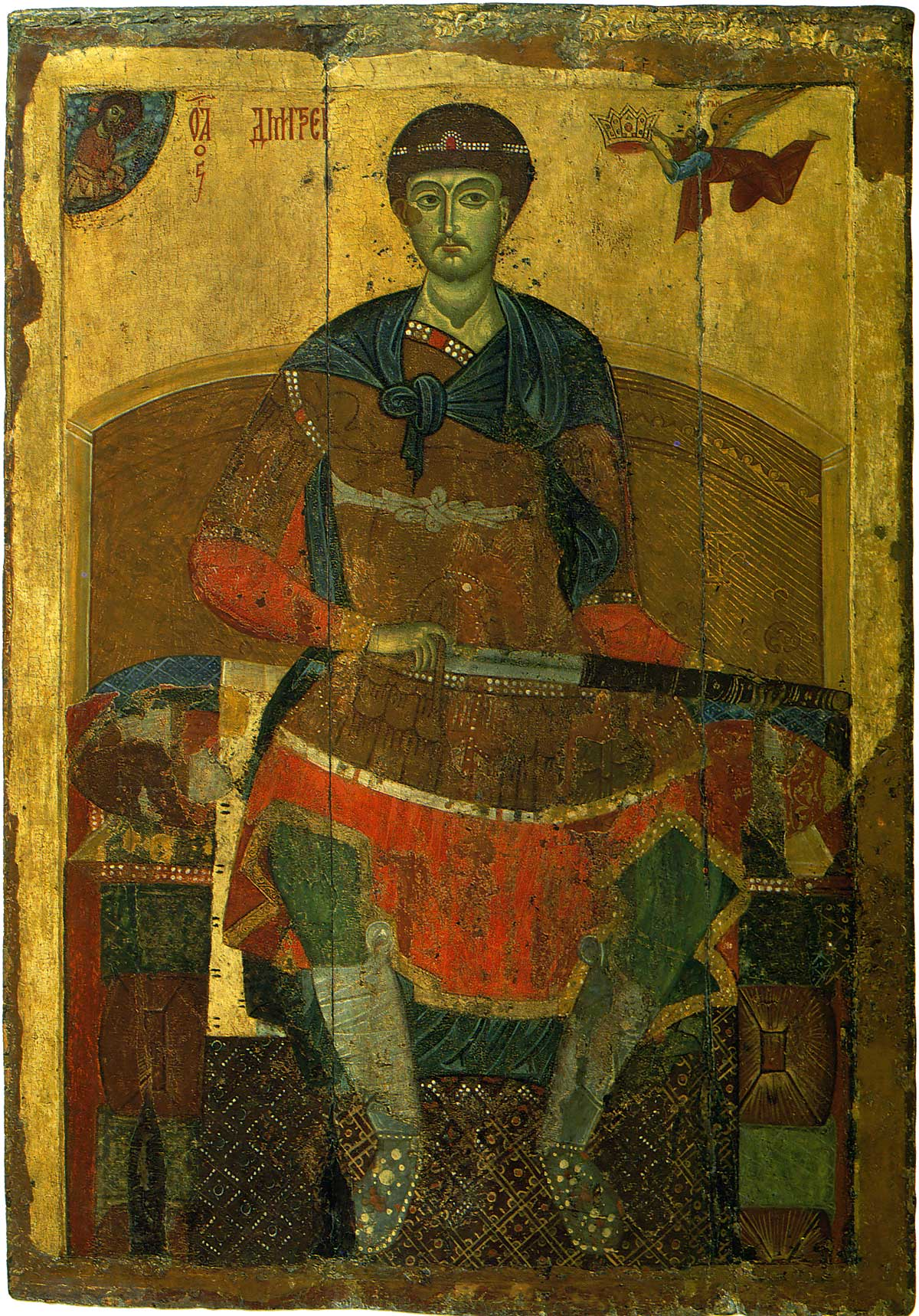
Saint Démétrios de Salonique (icône)

.      
Le brun
Le brun est composé de rouge, de bleu, de vert et de noir. Il est plus vivant que le noir mais reste terne. Les tons bruns n'ont pas de symbolique propre. Le brun a le sens limité à ce qu'il recouvre. Sa signification peut donc être multiple. Lorsque l'icône représente des fêtes, les rochers et les bâtiments peuvent être ocre clair. Cela transfigure la matière par la lumière et la joie. Le brun foncé proche du noir est la couleur des moines, des ascètes qui ont renoncé aux joies terrestres. Mais la peinture ne fait que refléter la réalité ce n'est pas elle qui donne le sens.

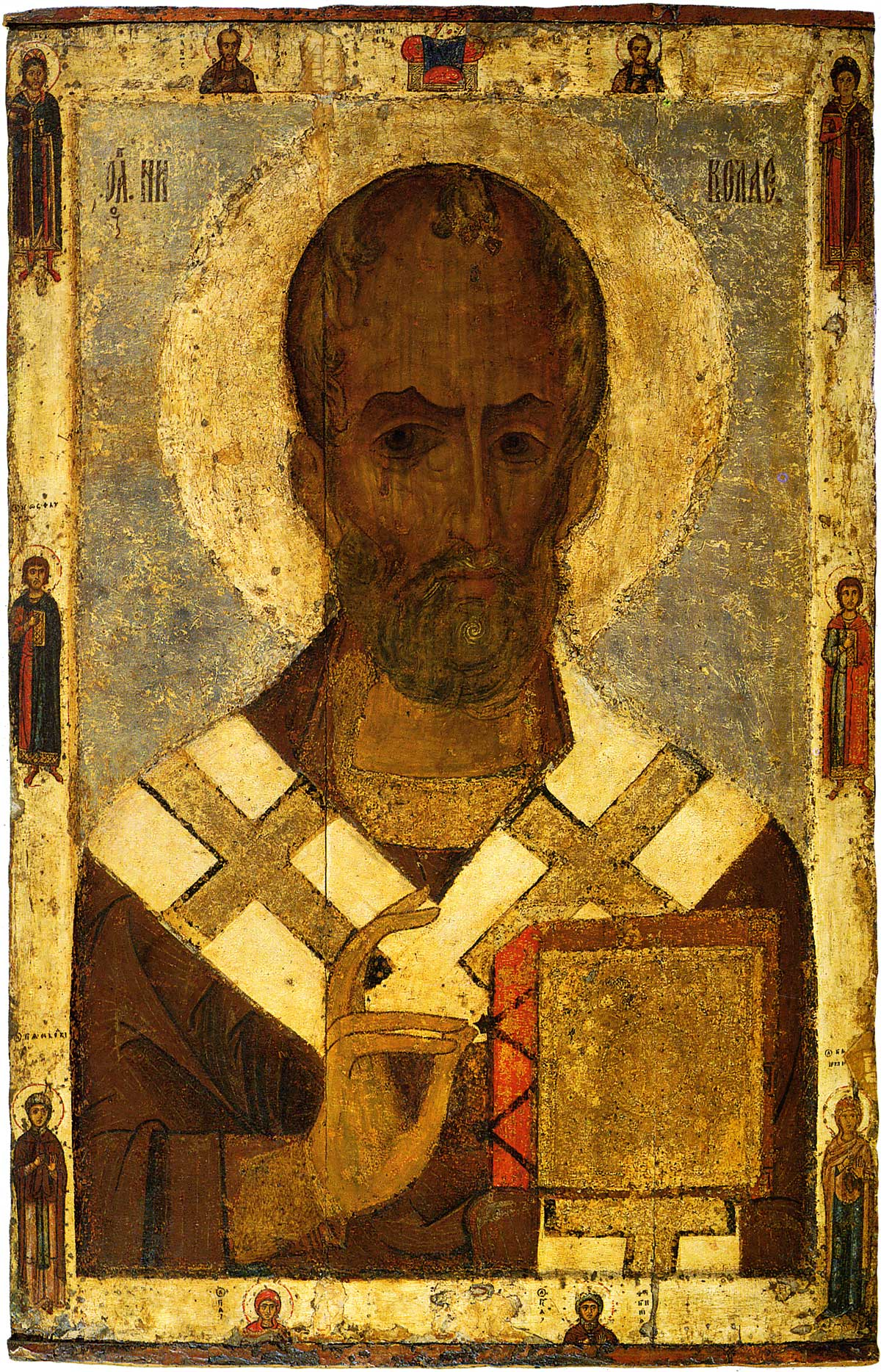
Saint Nicolas le Thaumaturge (icône)
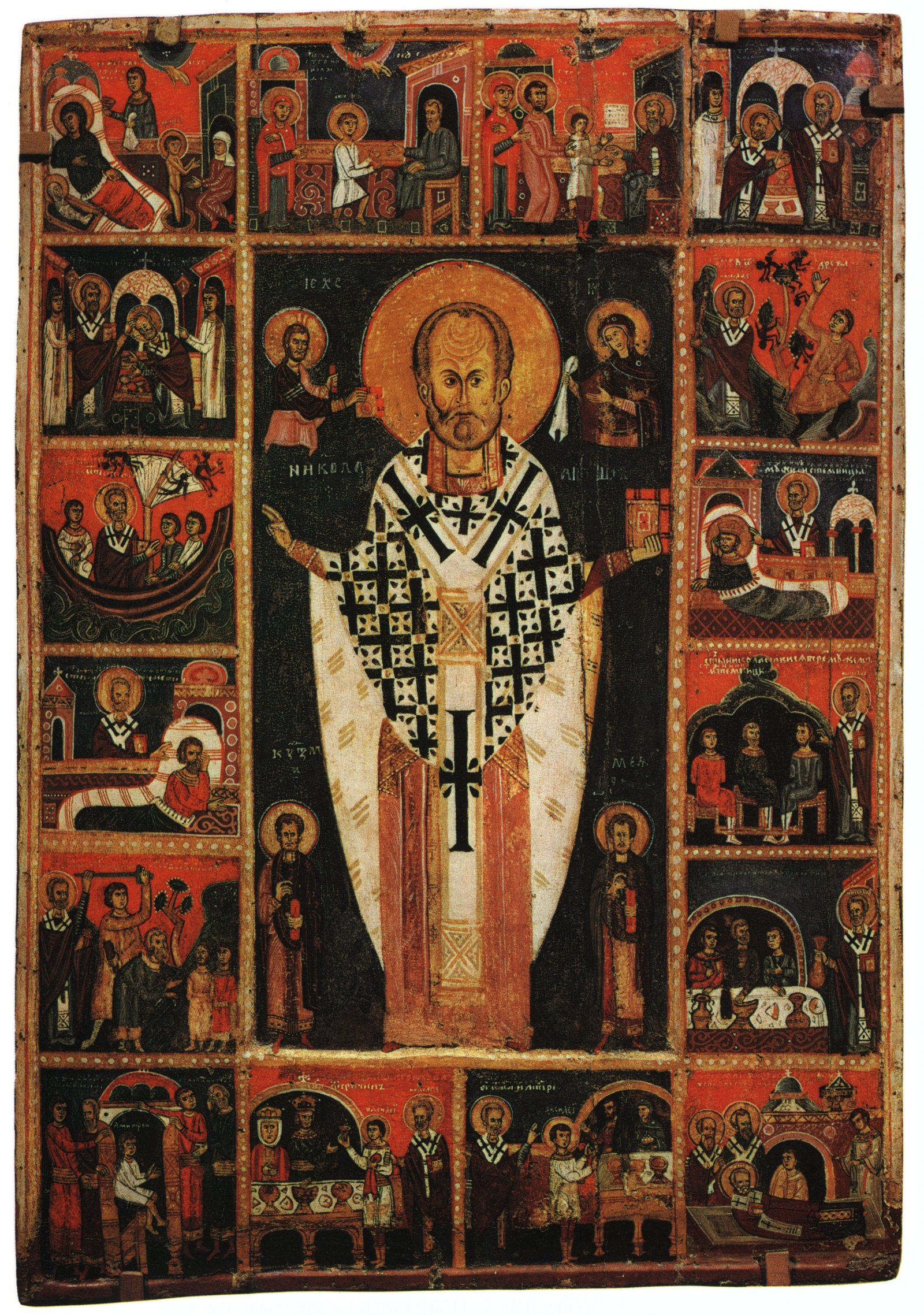
St-Nicolas  Musée russe
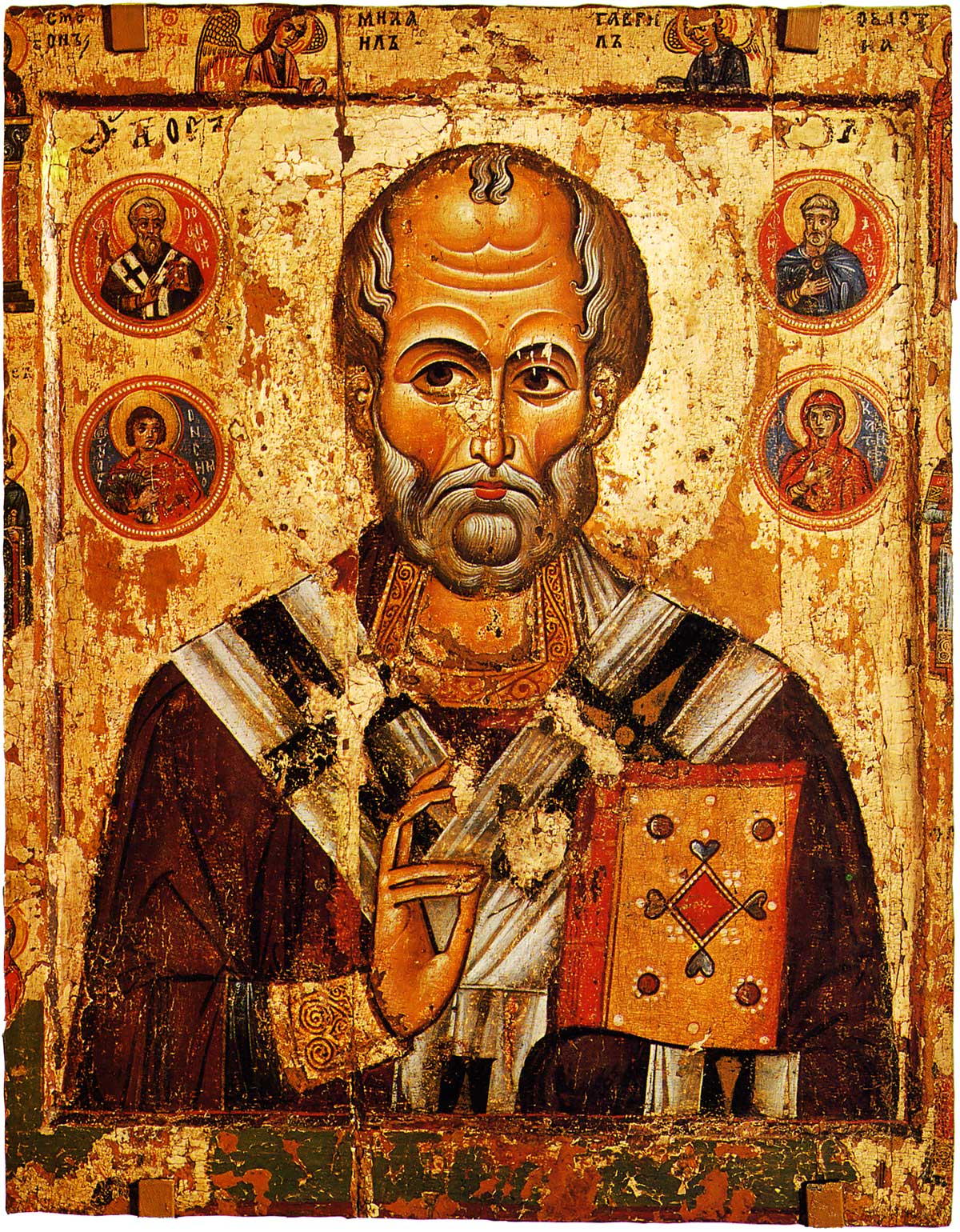
Icône de Nicolas du monastère de l'Esprit-Saint XIII s.

.      
Le noir
Le noir est absence totale de lumière. Cette couleur est classée la dernière dans la hiérarchie de Denys l'Aréopagite. C'est la couleur de l'Hadès dans les icônes de la résurrection ou de la Descente aux Enfers.
C'est celle du tombeau de Lazare ressuscité. C'est encore celle de la grotte de la Nativité. Elle rappelle que le Sauveur apparaît afin d'éclairer ceux qui sont dans les ténèbres de la mort.
L'effet du noir est aussi puissant que celui du blanc sauf qu'il signifie le contraire : le blanc est dynamisme et le noir néant.

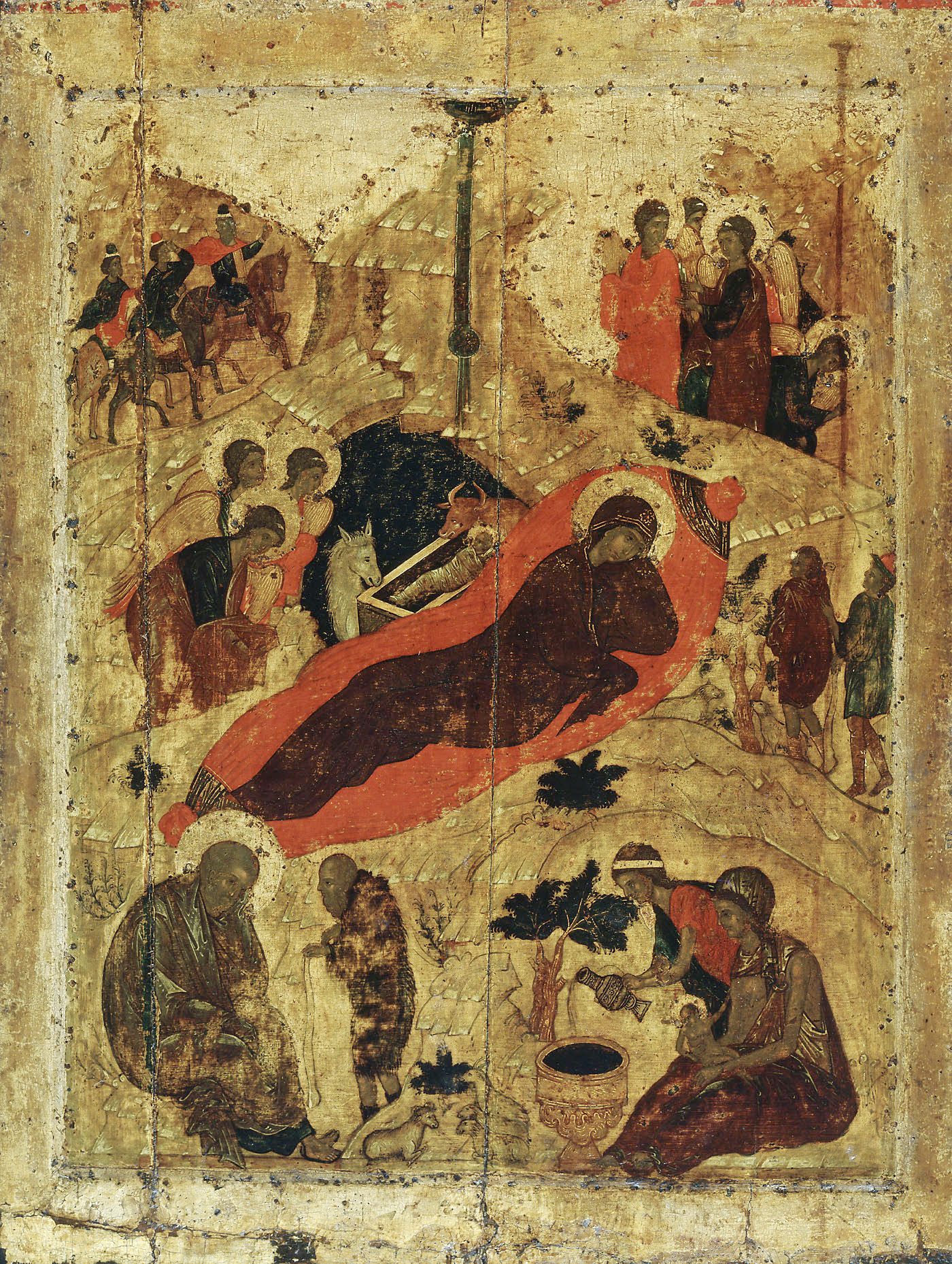
Nativité d'Andreï Roublev
Résurrection de Lazare (icône)
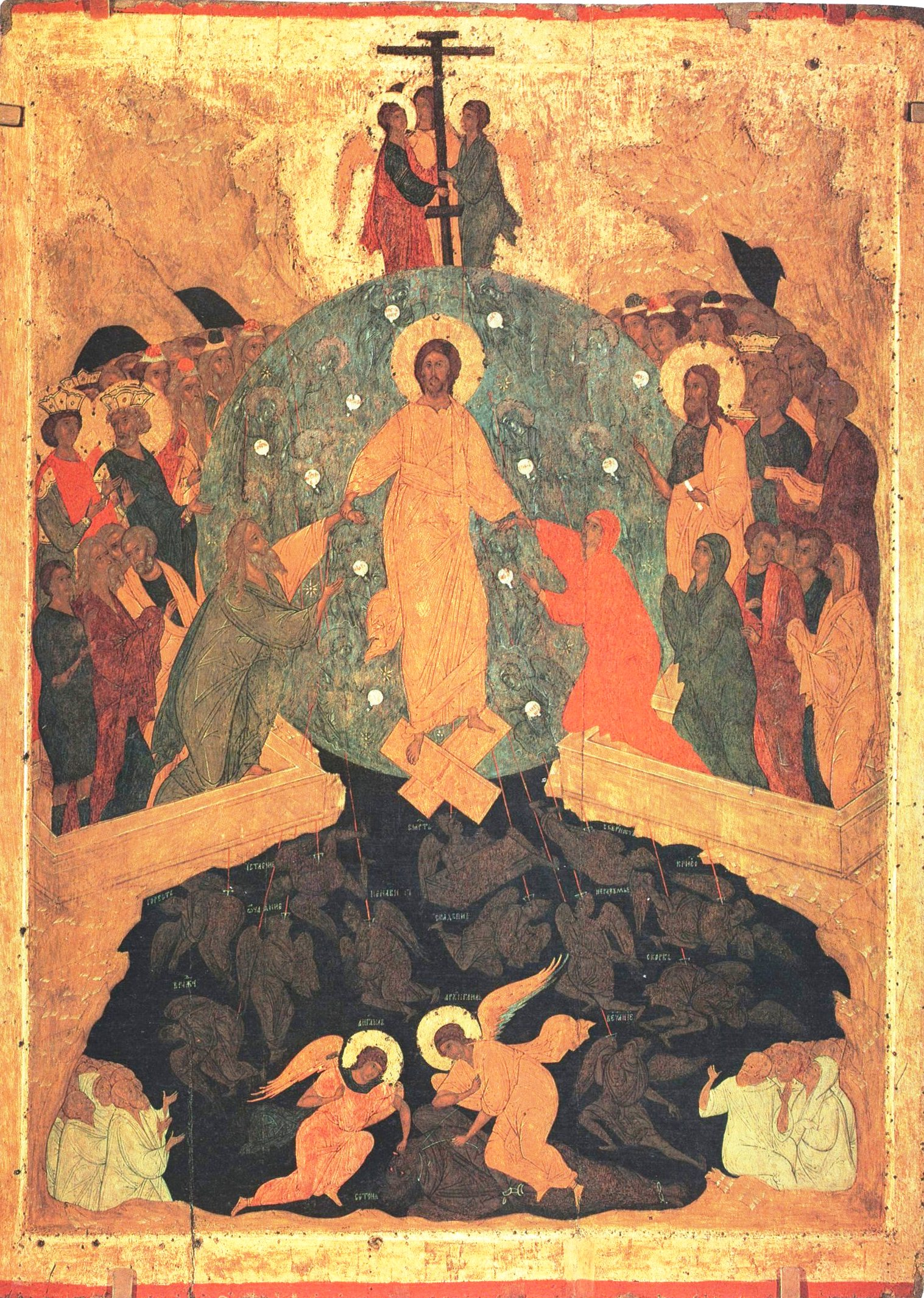
Descente aux Enfers (icônes)

.      
Le jaune
Denys l'Aréopagite ne classe pas la couleur jaune parmi les couleurs symboliques. Il le considère comme étant trop proche de l'or, qui est égal à la lumière, pour avoir une symbolique propre. Le jaune à l'état pur (le jaune citron) est symbole de grande tristesse. Celle de Jean le Baptiste devant le sort qui l'attend ou celle du tombeau du Christ entouré des Myrrhophores. L'or par contre est le reflet pur de la lumière. Il a un rayonnement propre et symbolise la lumière divine.

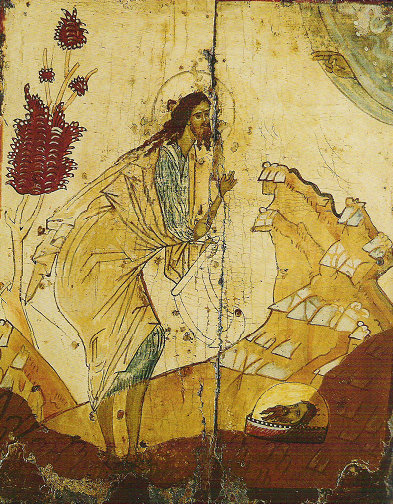
Saint Jean Baptiste (icône)
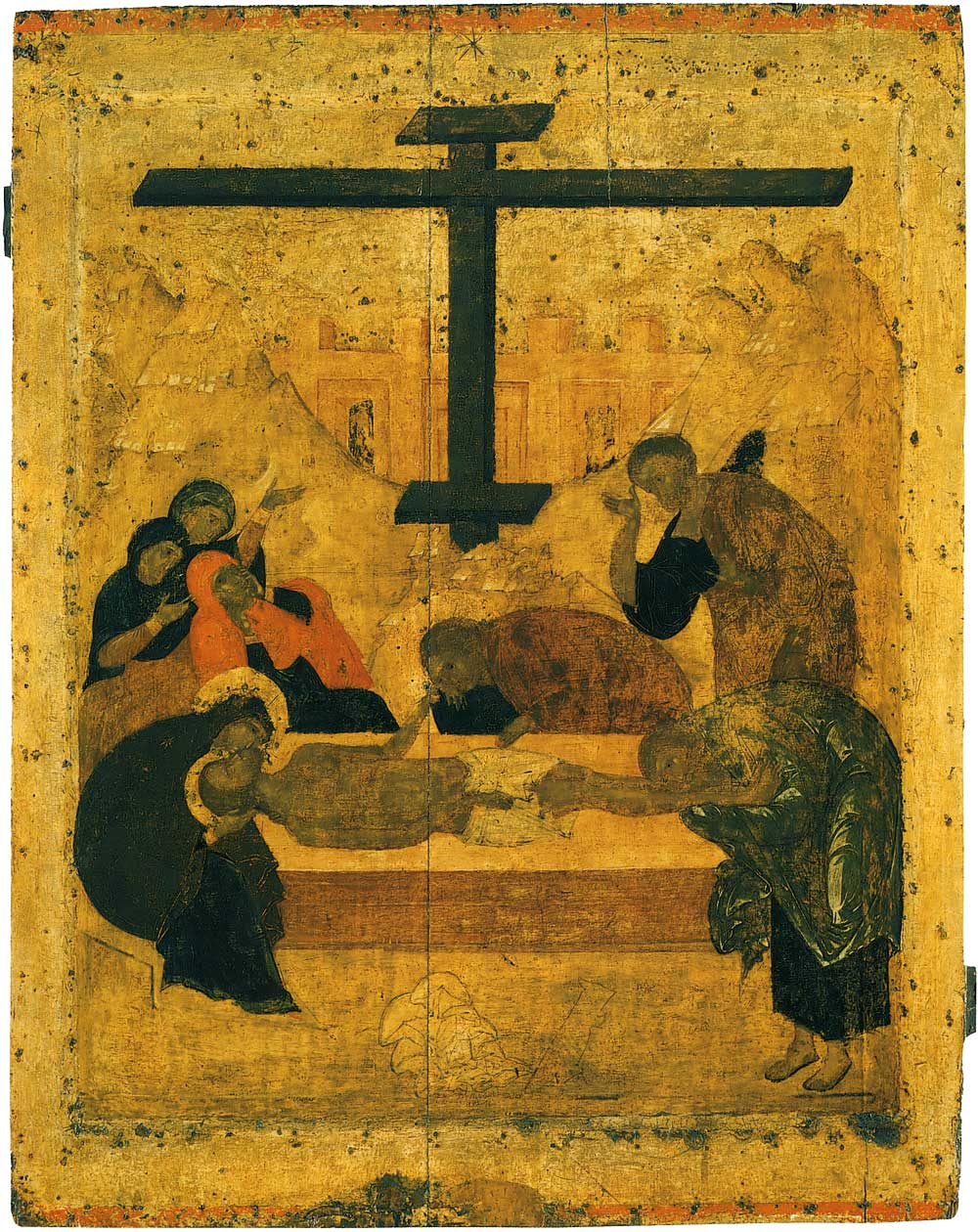
Mise au tombeau

.

## Composition des couleurs
Comment les peintres d'icônes peuvent-ils composer les couleurs avec leurs symboliques particulières pour faire un ensemble harmonieux ? Chaque couleur transmet son message propre et rayonne indépendamment des autres. Ce ne sont donc pas des raisons purement esthétiques qui détermine le choix mais sa signification symbolique.
Dans l'art byzantin deux systèmes apparaissent pour réaliser la composition : la polychromie et le colorisme.
La polychromie
Dans ce système chaque couleur garde sa valeur. Elle a une relation avec celle qui la touche mais pas avec l'ensemble. De plus la couleur de l'objet représenté est déterminée par l'idée qu'elle symbolise et non par sa nature. L'image reçoit dès lors un caractère abstrait qui dépasse la réalité. C'est en quelque sorte un expressionnisme de l'icône. Elle est témoignage à recevoir par le spectateur.
Le colorisme
Ce procédé joue sur le mélange des couleurs fondamentales. Les nombreuses nuances donnent une plus grande unité à l'ensemble 
et font ressortir les parties importantes. Le colorisme prend ses couleurs de la nature et ne fait pas abstraction de la réalité. Chaque couleur reste en relation avec les autres et subordonnée à l'ensemble. Il s'agit d'une conception impressionniste. Le système crée une atmosphère. Il présente les couleurs comme dans une vision qui fait surgir l'évènement dans une vision.
Combinaison
Les deux systèmes cohabitent. Le colorisme apparaît plus souvent à des périodes où les hommes sont sensibles à la grâce. Le mystique dépasse la rationalité des dogmes présentes par la polychromie. Les systèmes ne s'excluent pas. La polychromie est présente plus souvent dans l'art de Novgorod, alors que l'école de Moscou est plus proche du colorisme. 
Avec Théophane le Grec les couleurs ne sont pas pures mais mélangées à d'autres. Elles sont dessinées et non posées de manière opaque. De même avec Roublev dans l'Icône de la Trinité. Ces deux peintres ont des affinités plus grandes avec le colorisme.

## Caractéristiques des couleurs de peintres d'icônes
Théophane le Grec
C'est le maître des teintes saturées de faible luminosité : rouge cerise, bleu profond, vert profond, brun. Il manie avec virtuosité l'influence réciproque des couleurs complémentaires et les clairs-obscurs.   
Andreï Roublev
La pureté de sa peinture, surtout dans l'Icône de la Trinité ,est tout à fait inhabituelle dans la peinture d'icônes byzantines. La prédominance de teintes froides, le bleu, le violet, le vert émeraude donne à ses œuvres un caractère de noble spiritualité. Dans la Déisis de la Dormition de Zvenigorod, il n'y a pas de trace de l'obscurité byzantine, ni des couleurs gaies des icônes de Novgorod. Chaque icône a une splendeur dorée, avec sa tonalité bien définie, ce qui accentue l'impression d'harmonie.   
Dionisius
Maître Denis est un coloriste d'une grande délicatesse. Ses couleurs sont douces, transparentes et harmonieuses. Tout ce qu'il peint est immergé dans une chaude splendeur. Ses couleurs perdent une partie de leur scintillement et de leur saturation mais acquièrent une certaine faculté de rayonnement.       
Icônes du XVIe siècle et XVIIe siècle
Les tons sombres dominent les icônes de cette période. Au début ils sont encore vifs et nobles, mais plus tard ils sont remplacés par des tons terreux foncés avec beaucoup de noir. Les fonds verts apparaissent.